# Hälsans stig

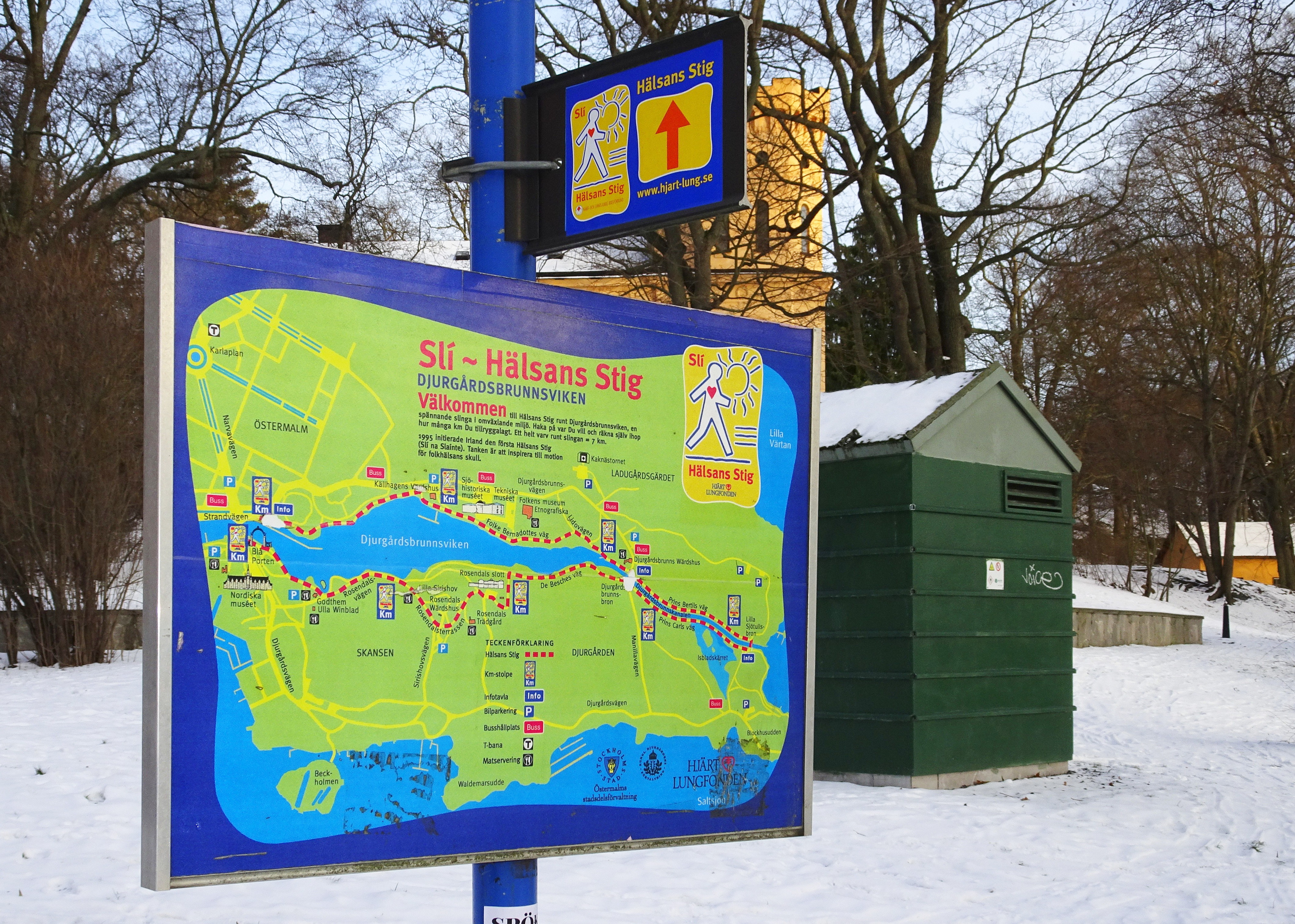
Exempel för Hälsans stig i Sverige. Runt Djurgårdsbrunnsviken och Djurgårdsbrunnskanalen där hela sträckan är sju kilometer.

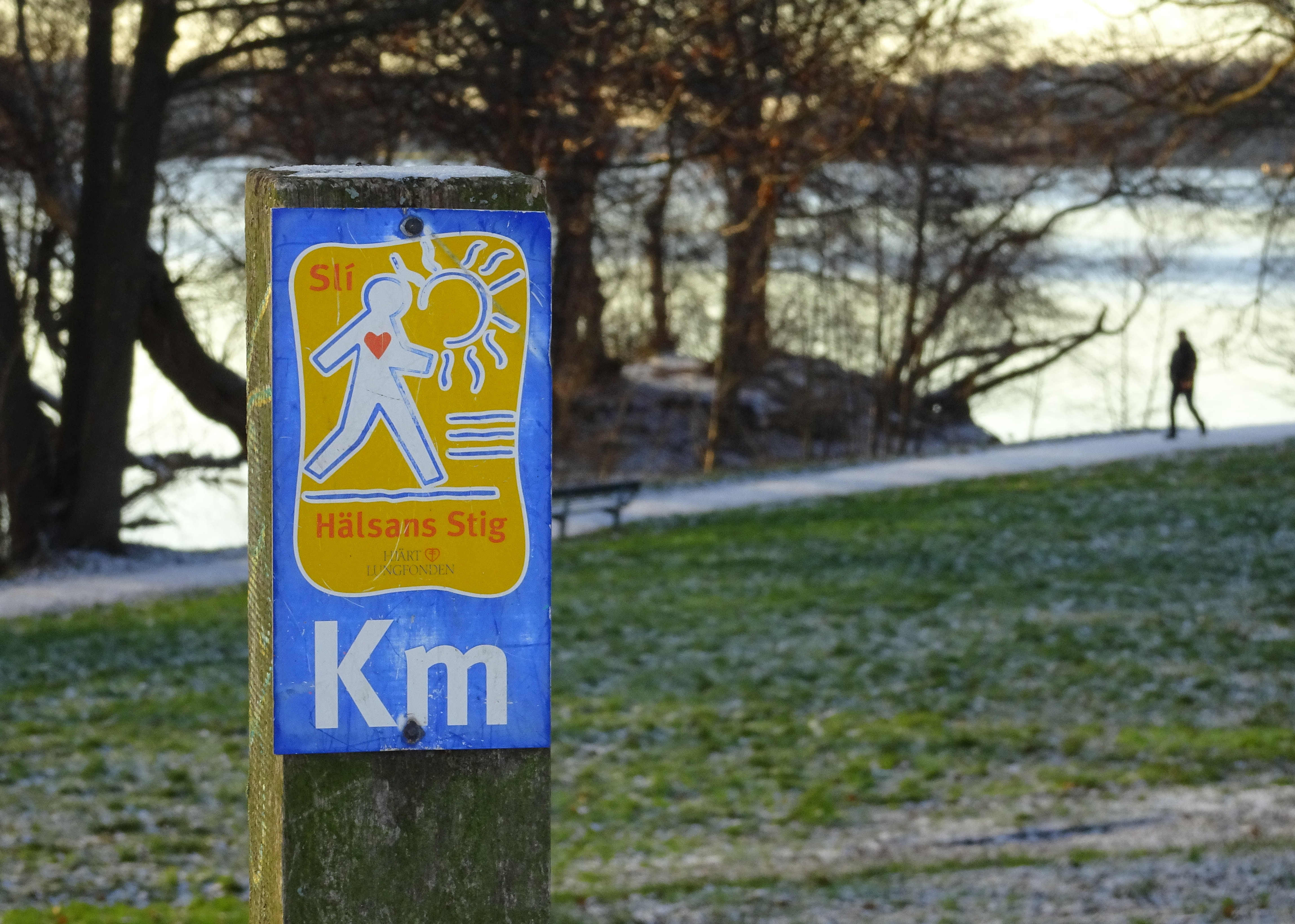
Exempel för en km-markering vid Smedsuddsbadet.

Hälsans stig (Slí na Sláinte) är en promenadslinga i flera europeiska länder med varje kilometer utmärkt och informationstavlor uppställda med jämna mellanrum.

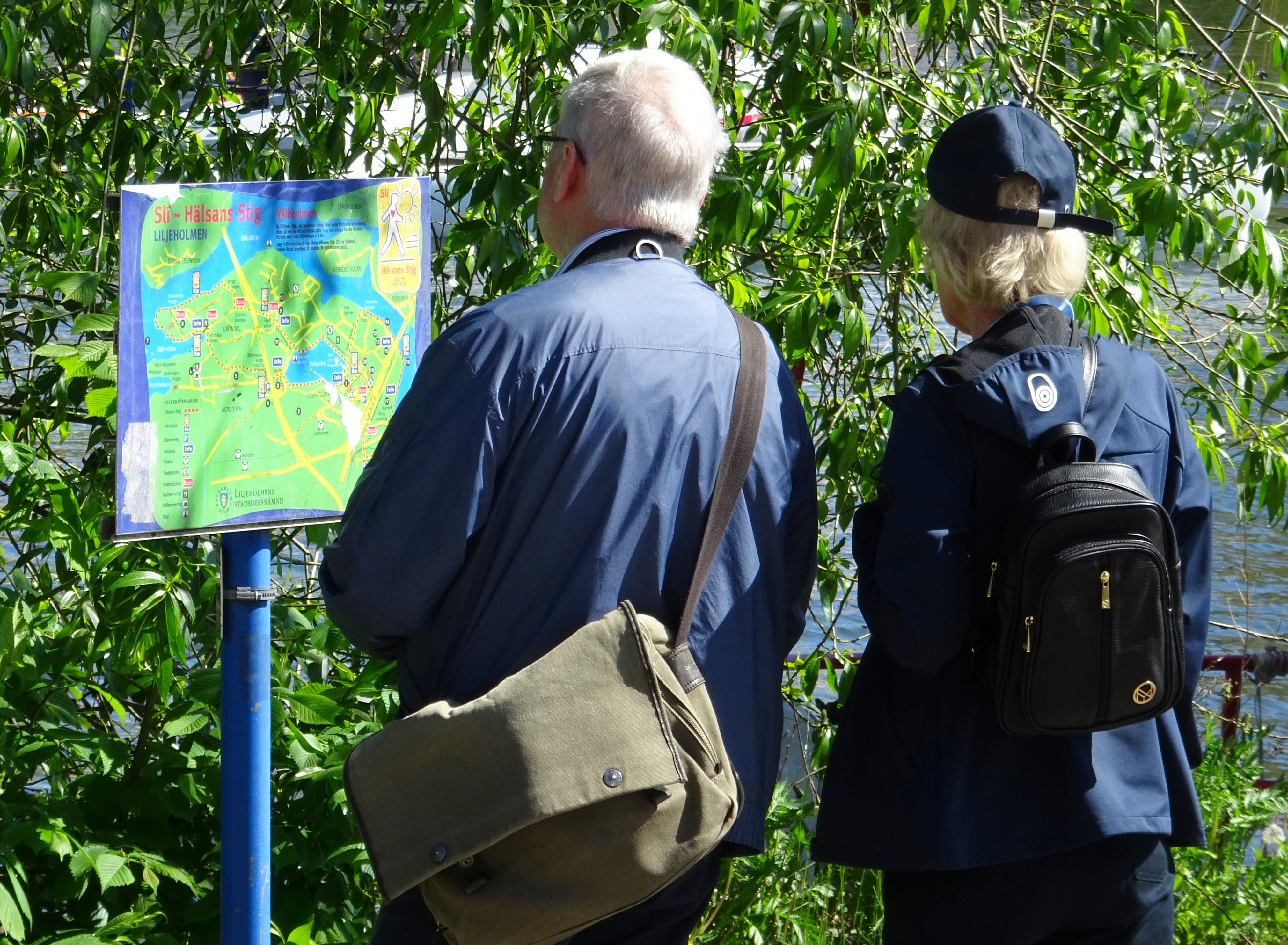
Informationsskylt vid Liljeholmshamnen.

## Bakgrund
År 1995 upprättade Irländska hjärtfonden den första Hälsans stig Slí na Sláinte. Tanken var att främja motion i alla åldrar och att förebygga hjärt-kärlsjukdomar. Slí na Sláinte är iriska och betyder "Stigen av hälsa" ("Hälsans stig").
Hälsans stig är ett europeiskt projekt med stöd av Europeiska unionen. "Stigar till hälsan" finns i Finland, Danmark, Tyskland, Sverige och i ursprungslandet Irland. I alla dessa länder har skyltarna ungefär liknande utformning. De tre strecken står för hälsan, solen och livskraften. Utmed slingorna finns dessutom ett antal översiktskartor. På Hälsans stig kan man börja och sluta sin promenad var man vill och ändå veta hur lång sträcka man promenerat.

## Sverige
I Sverige har Riksförbundet HjärtLung tillsammans med landets kommuner för närvarande (2024) över 160 promenad- och motionsslingor och fler är planerade. I Stockholms län finns exempelvis för närvarande 35 slingor (gäller år 2014). Alla är placerade vid attraktiva promenadstråk. Hälsans stig kan användas av såväl söndagsflanörer som frisksportare, dagisgrupper och pensionärer. Varje kilometer är utmärkt med skyltar, så att man alltid vet vilken sträcka som tillryggalagts. 
På Riksförbundet HjärtLungs webbplats kan man se en förteckning över alla slingor i Sverige och ladda ner kartor över dem.

### Exempel från Sverige
- Hälsans stig - Djurgårdsbrunnsviken runt (7 km)
- Hälsans stig - Brunnsviken runt (11 km)
- Hälsans stig - Skärholmen och Bredäng (9 km)
- Hälsans stig - Liljeholmen och Gröndal (8 km)